# Apia International Sydney 2013
Das Apia International Sydney 2013 ist der Name eines Tennisturniers der WTA Tour 2013 für Damen sowie eines Tennisturniers der ATP World Tour 2013 für Herren, welche zeitgleich vom 7. bis zum 13. Januar 2013 in Sydney stattfand.

## Herrenturnier
→ Qualifikation: Apia International Sydney 2013/Herren/Qualifikation

## Damenturnier
→ Qualifikation: Apia International Sydney 2013/Damen/Qualifikation